# David Atiba Charles
David Atiba Charles (Point Fortin, 29 settembre 1977) è un ex calciatore trinidadiano, di ruolo difensore.

## Carriera
Esordì nella nazionale trinidadiana quando la squadra fu guidata dall'olandese Leo Beenhakker che lo prese in considerazione dopo aver giocato con il W Connection. Ha fatto parte della rosa dei convocati per i Mondiali 2006.